# Topologia
| Grafo              | Nodo                       |
| Nastro di Möbius   | Toro                       |
| Fibrazione di Hopf | Sfera cornuta di Alexander |
| Insieme di Cantor  | 3-varietà (un'ipersfera)   |

La topologia (dal greco τόπος, tópos, "luogo", e λόγος, lógos, "studio", col significato quindi di "studio dei luoghi") è una branca della matematica che studia le proprietà delle figure e, in generale, degli oggetti matematici, che non cambiano quando viene effettuata una deformazione senza "strappi", "sovrapposizioni" o "incollature".
È una delle più importanti branche della matematica moderna. Concetti fondamentali come convergenza, limite, continuità, connessione o compattezza trovano nella topologia la loro migliore formalizzazione. Si basa essenzialmente sui concetti di spazio topologico, funzione continua e omeomorfismo.
Col termine topologia si indica anche la collezione di aperti che definisce uno spazio topologico. Per esempio, un cubo e una sfera sono oggetti topologicamente equivalenti (cioè omeomorfi), perché possono essere deformati l'uno nell'altro senza ricorrere ad alcuna incollatura, strappo o sovrapposizione; una sfera e un toro invece non lo sono, perché il toro contiene un "buco" che non può essere eliminato da una deformazione.

## Storia

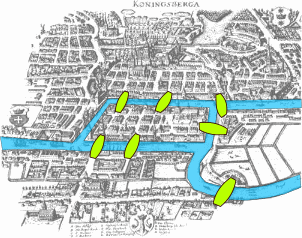
I sette ponti di Königsberg, uno dei primi problemi topologici

L'antenata della topologia è la geometria antica.
L'articolo di Eulero del 1736 sui Sette ponti di Königsberg è visto come uno dei primi risultati che non dipendono da alcun tipo di misura, vale a dire uno dei primi risultati topologici.
Georg Cantor, l'inventore della teoria degli insiemi, iniziò a studiare la teoria degli insiemi di punti nello spazio euclideo verso la fine del XIX secolo.
Nel 1895, nel suo Analysis Situs, Henri Poincaré introdusse i concetti di omotopia e omologia, adesso considerati parte della topologia algebrica. A metà '800 risale la corrispondenza fra i matematici italiani Enrico Betti e Placido Tardy, raccolta a cura di André Weil, che verteva in particolare sulla connessione degli spazi topologici.
Maurice Fréchet, unificando il lavoro sugli spazi di funzioni di Cantor, Vito Volterra, Cesare Arzelà, Jacques Hadamard, Guido Ascoli e altri, nel 1906 introdusse il concetto di spazio metrico.
Tra il 1910 e il 1912  Luitzen Brouwer dimostrò, tra gli altri, il teorema del punto fisso e quello dell'invarianza di dominio, fondamentali in topologia, il teorema della palla pelosa e introdusse la quantità di grado topologico.
Nel 1914 Felix Hausdorff, generalizzando la nozione di spazio metrico, coniò il termine di spazio topologico e definì quello che oggi è detto spazio di Hausdorff.
Infine, nel 1922 Kazimierz Kuratowski, con un'ulteriore lieve generalizzazione, fornì il concetto odierno di spazio topologico.

## Introduzione elementare
Gli spazi topologici sono usati quotidianamente dall'analisi matematica, dall'algebra astratta, dalla geometria: questo rende la topologia una delle grandi idee unificanti della matematica. La topologia generale (o topologia degli insiemi di punti) definisce e studia alcune proprietà utili degli spazi e delle mappe, come la loro connessione, la compattezza e la continuità. La topologia algebrica invece è un potente strumento per studiare gli spazi topologici e le mappe fra essi: essa assegna loro invarianti "discreti" (ad esempio numeri, gruppi, o anelli), più calcolabili, spesso servendosi di funtori. Le idee della topologia algebrica hanno avuto una grande influenza sull'algebra e sulla geometria algebrica.

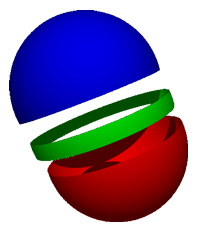
Se tre insiemi chiusi ricoprono una sfera, almeno uno di questi contiene due punti antipodali: questo fatto può essere dimostrato con strumenti topologici. Un enunciato analogo è fornito dal teorema di Borsuk-Ulam: esistono sempre due punti antipodali sulla Terra aventi la stessa temperatura e la stessa pressione atmosferica.

La motivazione profonda della topologia è che alcuni problemi geometrici non dipendono dalla forma esatta degli oggetti coinvolti, ma piuttosto "dal modo in cui questi sono connessi". Per esempio il teorema della sfera pelosa della topologia algebrica dice che "non si può pettinare in modo continuo il pelo di una sfera pelosa". Questo fatto è evidente per molte persone, anche se probabilmente non lo riconoscerebbero leggendo l'enunciato formale del teorema, e cioè che non esiste un campo vettoriale continuo e non nullo di vettori tangenti alla sfera stessa. Come per i Ponti di Königsberg, il risultato non dipende dall'esatta forma della sfera, ma si applica anche a forme sferiche non regolari e in generale ad ogni tipo di oggetto (purché la sua superficie soddisfi certi requisiti di continuità e regolarità) che non abbia buchi.
Per trattare problemi che non considerano la forma esatta degli oggetti, bisogna mettere bene in chiaro quali sono le proprietà degli oggetti su cui possiamo contare: da questo bisogno nasce la nozione di equivalenza topologica. L'impossibilità di attraversare ogni ponte una e una sola volta è vera per ogni configurazione di ponti topologicamente equivalente a quelli di Königsberg, e il problema della sfera pelosa si applica ad ogni spazio topologicamente equivalente a una sfera. Formalmente, due spazi sono topologicamente equivalenti se esiste un omeomorfismo fra loro: in questo caso sono detti omeomorfi e sono, ai fini topologici, esattamente identici.

Una deformazione continua di una tazza di caffè in un toro. Le deformazioni continue vengono formalizzate nelle nozioni di omeomorfismo e omotopia.

Un omeomorfismo è formalmente definito come una funzione biettiva continua dotata di una inversa continua, il che non è molto intuitivo anche per chi conosce già il significato delle parole nella definizione. Una definizione meno formale restituisce meglio il senso di quanto sopra: due spazi sono topologicamente equivalenti se è possibile trasformare l'uno nell'altro senza tagliare né incollare insieme pezzi dei due. Ad esempio, una tazza e una ciambella sono omeomorfi, come suggerito dall'animazione qui accanto.
Un semplice esercizio introduttivo consiste nel classificare le lettere maiuscole dell'alfabeto per classi di equivalenza topologica. Si ottiene il risultato seguente:
Esiste una nozione di equivalenza più debole dell'omeomorfismo, detta omotopia. Informalmente, questa nozione permette di trasformare gli oggetti l'uno nell'altro in modo leggermente più libero: è possibile ad esempio trasformare una {\displaystyle Q} in una {\displaystyle O} accorciando progressivamente il piede della lettera {\displaystyle Q} fino a farlo scomparire. Si ottengono le classi seguenti:
Quest'ultima nozione distingue le lettere essenzialmente per il numero di "buchi": {\displaystyle \{A,R,D,O,P,Q\}} ne hanno uno, {\displaystyle \{B\}} ne ha due, tutte le altre lettere nessuno. Il numero di buchi è quindi un invariante, una quantità utile a distinguere oggetti. Tale quantità si realizza formalmente con il concetto di gruppo fondamentale.

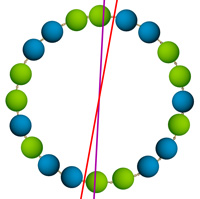
Due ladri si spartiscono una collana rubata, con perle di due tipi diversi: esiste sempre un modo di tagliare la collana in due pezzi, contenenti lo stesso numero di palline dei due tipi.

La topologia si presta molto bene anche per un approccio elementare
allo studio della geometria. Il già citato "problema dei 7 ponti", ad esempio porta a riflessioni sulle reti nel piano, con nodi, archi e superfici. Il "problema dei 4 colori" affronta il tema di come si può colorare col minor numero possibile di colori diversi una superficie divisa in regioni separate, come potrebbe essere la cartina dell'Italia politica. Lo stesso nastro di Möbius costruito con carta, con la sua unica faccia ed il suo unico bordo, tagliato longitudinalmente in vari modi, consente osservazioni interessanti che stupiscono quasi come giochi di prestigio.

## Nozioni di base
La nozione fondamentale in topologia è quella di spazio topologico. Uno spazio topologico è un insieme {\displaystyle X} di punti, dotato di una struttura che realizzi i concetti di vicinanza e lontananza fra questi. La struttura consiste in una collezione di insiemi di {\displaystyle X}, detti aperti, che soddisfano delle proprietà simili a quelle degli insiemi aperti della retta reale {\displaystyle \mathbb {R} }.

### Spazio topologico

Uno spazio topologico è un insieme di punti su cui sono definiti dei particolari sottoinsiemi, detti aperti. Questi sottoinsiemi devono però soddisfare alcune proprietà. Qui sono mostrate sei scelte diverse per l'insieme di tre punti : solo le prime quattro danno veramente luogo ad uno spazio topologico (nella quinta manca l'unione di {2} e {3}, nella sesta manca l'intersezione di {1,2} e {2,3}).

Si definisce topologia una collezione {\displaystyle T} di sottoinsiemi di un insieme {\displaystyle X} tali che:
- L'insieme vuoto e {\displaystyle X} appartengono a {\displaystyle T} : {\displaystyle \emptyset \in T} e {\displaystyle X\in T}
- L'unione di una quantità arbitraria di insiemi appartenenti a {\displaystyle T} appartiene a {\displaystyle T} : {\displaystyle \bigcup Z\in T,\forall Z\in T}
- L'intersezione di due insiemi appartenenti a {\displaystyle T} appartiene a {\displaystyle T} : {\displaystyle Y\cap W\in T,\forall Y,W\in T}

Uno spazio topologico è una coppia ({\displaystyle X}, {\displaystyle T}), dove {\displaystyle X} è un insieme e {\displaystyle T} una topologia. In uno spazio topologico gli insiemi che costituiscono {\displaystyle T} si dicono aperti in {\displaystyle X}. I complementari degli insiemi aperti sono detti chiusi, sempre in analogia con gli insiemi chiusi di {\displaystyle \mathbb {R} }
Inoltre, dalla terza condizione di topologia, e per induzione, si deduce che l'intersezione di un numero finito di insiemi appartenenti a {\displaystyle T} appartiene a {\displaystyle T}.
Uno spazio metrico è un particolare spazio topologico, in cui due punti {\displaystyle x,y} hanno una definita distanza {\displaystyle d(x,y)}, che quantifica concretamente la vicinanza (o lontananza) fra i due punti. È importante sottolineare però che la nozione di spazio topologico è più generale e flessibile, perché non necessita di definire con precisione la distanza fra due punti.
Lo spazio euclideo {\displaystyle \mathbb {R} ^{n}} di dimensione {\displaystyle n} è uno spazio metrico e quindi topologico. In particolare, il piano cartesiano e lo spazio 3-dimensionale sono spazi topologici.
Ogni sottoinsieme di uno spazio topologico è anch'esso in modo naturale uno spazio topologico. Ne segue che qualsiasi oggetto contenuto nel piano o nello spazio è uno spazio topologico: ad esempio un poligono, una corona circolare o oggetti molto più complessi come i frattali sono spazi topologici contenuti nel piano; una tazza, una ciambella, un nastro di Möbius sono spazi topologici contenuti nello spazio. Molti spazi topologici non sono contenuti né nel piano né nello spazio: un esempio è la bottiglia di Klein (che è però contenuta nello spazio 4-dimensionale).

### Funzioni continue
La nozione di funzione continua è utile a modellizzare in modo rigoroso le "deformazioni ammissibili" che ad esempio trasformano una tazza in una ciambella. Una funzione
{\displaystyle f\colon X\to Y}
fra due spazi topologici è continua se la controimmagine di un insieme aperto di {\displaystyle Y} è un insieme aperto di {\displaystyle X}. Questa nozione usa l'unica struttura a disposizione (gli insiemi aperti) e per quanto espressa in modo totalmente differente coincide (per funzioni da {\displaystyle \mathbb {R} ^{n}} in {\displaystyle \mathbb {R} ^{m}}) con la più usuale nozione di funzione continua definita in analisi matematica con l'ausilio del calcolo infinitesimale, ovvero degli {\displaystyle \epsilon } e dei {\displaystyle \delta }.
Due spazi topologici {\displaystyle X} e {\displaystyle Y} sono quindi omeomorfi se esistono due funzioni continue
{\displaystyle f\colon X\to Y,\quad g\colon Y\to X}
che sono una l'inversa dell'altra. In altre parole, esiste una corrispondenza biunivoca fra {\displaystyle X} e {\displaystyle Y} che mette in corrispondenza gli insiemi aperti di {\displaystyle X} con quelli di {\displaystyle Y}.
Due spazi topologici omeomorfi sono quindi in un certo senso "uguali" (da un punto di vista topologico). Ad esempio, tazza e ciambella sono omeomorfi. Quadrato e cerchio sono omeomorfi. Ovviamente tali spazi possono non essere "uguali" se considerati da altri punti di vista: come spazi metrici, il quadrato ed il cerchio non sono uguali.

### Spazio connesso

Lo spazio A è connesso, lo spazio B no (ha 4 componenti connesse).

Questo spazio è connesso per archi: qualsiasi coppia di punti può essere collegata da un arco continuo.

Uno spazio topologico {\displaystyle X} è connesso se è "fatto di un pezzo solo". Formalmente, si chiede che {\displaystyle X} non sia l'unione di due aperti disgiunti (entrambi non vuoti). Una nozione lievemente più forte è quella di connessione per archi: {\displaystyle X} è connesso per archi se ogni coppia di punti è collegata da un arco continuo.
Uno spazio topologico è sempre unione disgiunta di alcuni spazi connessi naturali, detti componenti connesse.

### Spazio compatto
In topologia la nozione di compattezza ha un ruolo molto importante. Uno spazio topologico {\displaystyle X} contenuto in {\displaystyle \mathbb {R} ^{n}} è compatto se è chiuso e limitato: ad esempio, la ciambella è compatta, mentre una retta no (perché è illimitata); una palla che contiene anche il suo bordo è compatta, una palla senza bordo no (perché non è chiusa).
La nozione di compattezza è definita per uno spazio arbitrario {\displaystyle X} nel modo seguente: {\displaystyle X} è compatto se ogni ricoprimento aperto contiene un sottoricoprimento finito. Per spazi metrici, questa nozione equivale alla definizione seguente usata in analisi: uno spazio è compatto se ogni successione ammette una sottosuccessione convergente. Informalmente, uno spazio è compatto se qualsiasi successione di punti converge (in un certo senso) a qualcosa.
L'ipotesi di connessione per uno spazio topologico {\displaystyle X} non è molto forte: se {\displaystyle X} non è connesso, si può comunque spezzare nelle sue componenti connesse e questo in molti contesti non causa grossi problemi. L'ipotesi di compattezza è però più forte: molti risultati (come il teorema di Weierstrass) sono validi solo per spazi compatti, e non si estendono facilmente a spazi non compatti.

### Assiomi di separazione e numerabilità

Nella sua definizione del 1914, Felix Hausdorff chiede che uno spazio topologico soddisfi questo ulteriore assioma, oggi detto T2: per ogni coppia di punti dello spazio esistono due aperti disgiunti che li contengono rispettivamente. Questo assioma è soddisfatto da molti spazi topologici (ad esempio tutti gli spazi metrici), ma non da tutti (ad esempio dalla topologia di Zariski usata in geometria algebrica).

La definizione di spazio topologico è molto generale e prevede anche la trattazione di oggetti molto lontani dalla nostra comune intuizione data dallo spazio tridimensionale in cui viviamo. Per evitare spazi topologici troppo "esotici" si mettono in alcuni casi nella definizione degli assiomi aggiuntivi. Gli assiomi più usati sono di due tipi.
Gli assiomi di separazione riguardano il modo in cui i punti o i chiusi di uno spazio vengono "separati" dalla topologia. La nomenclatura standard codifica questi assiomi con i simboli T0, T1, T2, T3 e T4 (e altre varianti). Tra questi l'assioma più usato è T2, detto anche di Hausdorff perché incluso da Felix Hausdorff nel 1914 nella sua definizione di spazio topologico.
Gli assiomi di numerabilità richiedono che lo spazio topologico non sia "troppo grosso". Questi assiomi non assumono che lo spazio sia numerabile, perché sarebbe una condizione troppo forte, visto che taglierebbe fuori dalla teoria lo spazio euclideo {\displaystyle \mathbb {R} ^{n}} che ha la cardinalità del continuo. Richiedono però che un insieme numerabile di aperti sia sufficiente per determinare tutta la topologia dello spazio.

### Varietà topologica

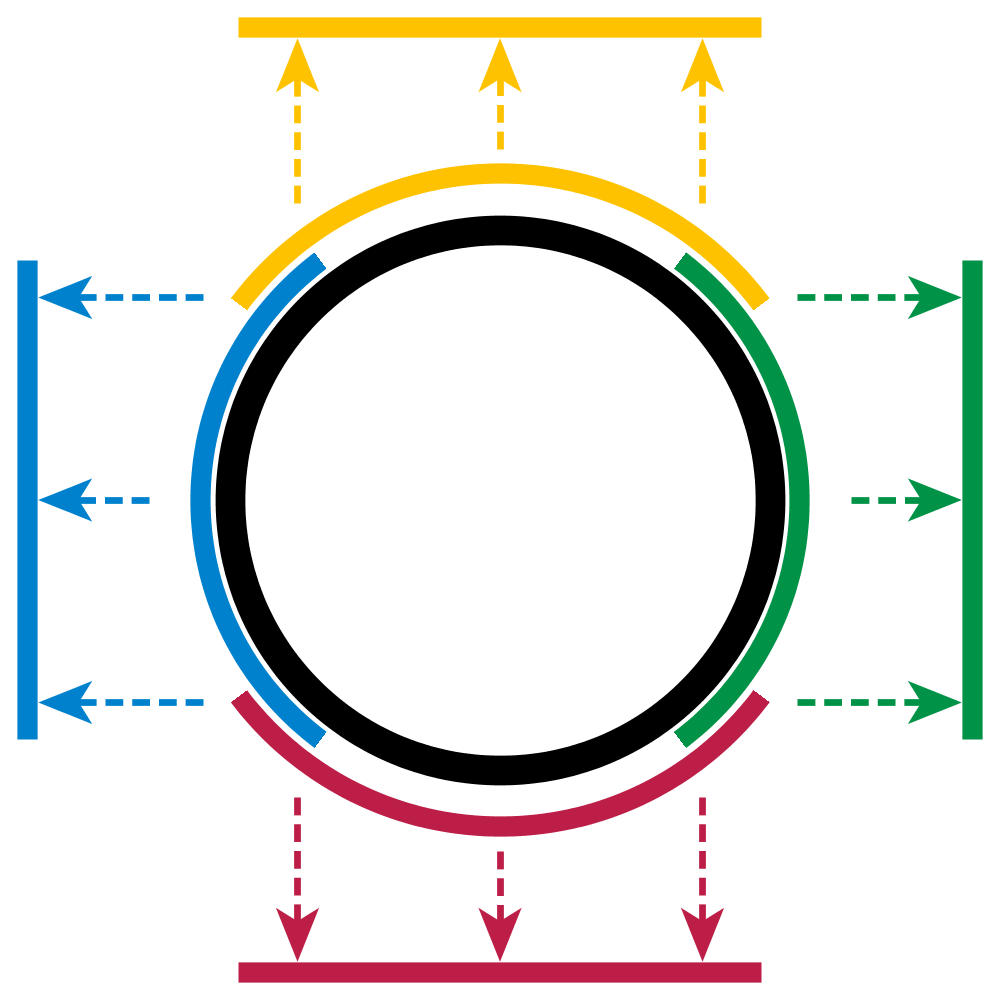
La circonferenza è una varietà topologica di dimensione 1: ogni punto ha un intorno omeomorfo ad un intervallo aperto di.

Una varietà topologica di dimensione {\displaystyle n} è uno spazio topologico in cui ogni punto ha un intorno omeomorfo ad un insieme aperto di {\displaystyle \mathbb {R} ^{n}}. La nozione di varietà è molto importante nella geometria contemporanea, perché è l'oggetto base usato per definire la nozione di "spazio curvo di dimensione arbitraria" utile ad esempio per modellizzare l'universo secondo la relatività generale.

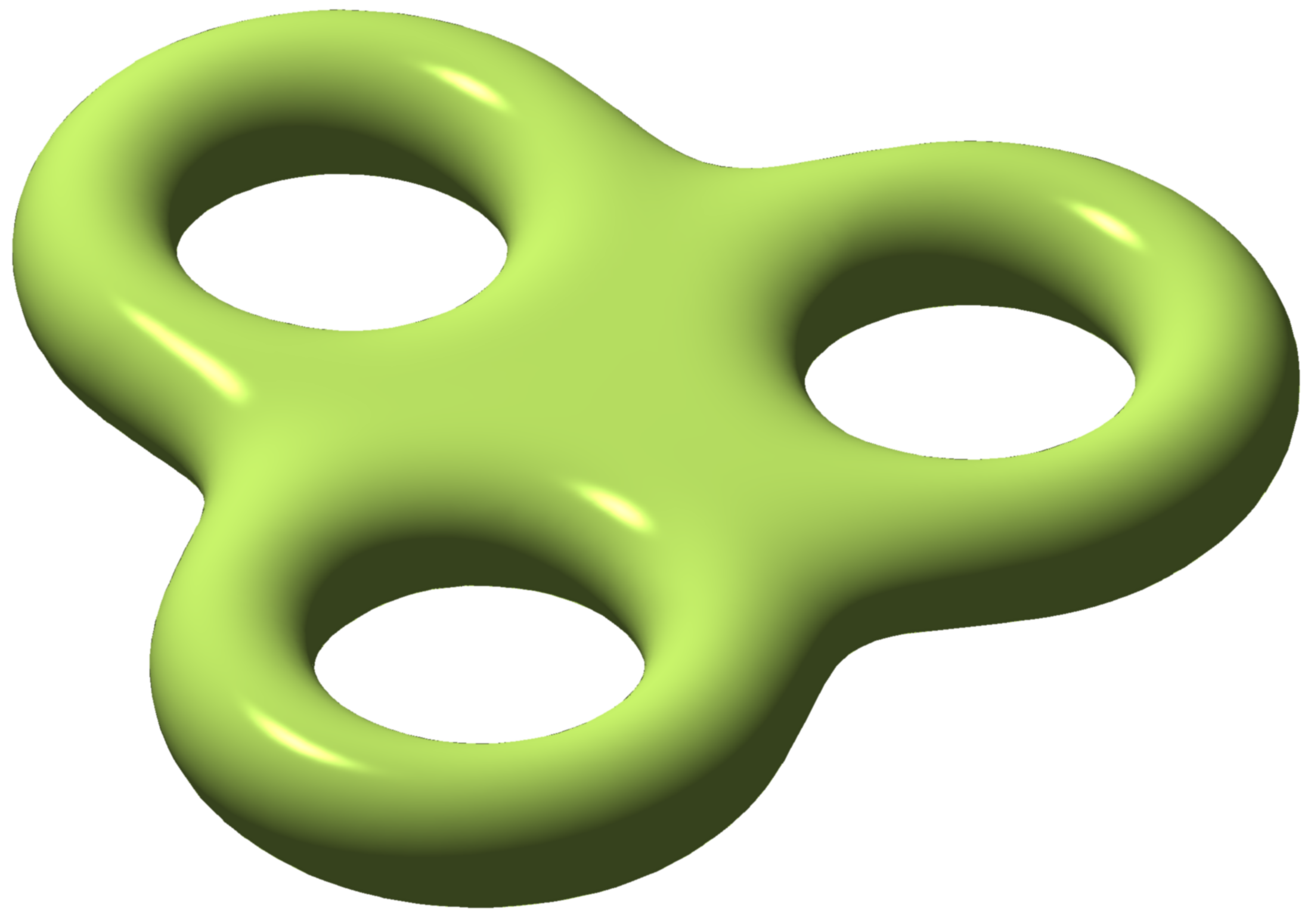
Questa superficie, considerata vuota all'interno come se fosse un palloncino, è una varietà di dimensione 2.

Ad esempio, con {\displaystyle n=1} e {\displaystyle n=2} si ottengono curve (come la circonferenza) e superfici (come la sfera, il toro, ed altre superfici più esotiche quali il nastro di Möbius, la bottiglia di Klein, ...) Le varietà di dimensione 3, dette 3-varietà, sono più difficili da visualizzare. Tra queste troviamo l'ipersfera.

## Applicazioni

### Teoria dei grafi

Il problema dei sette ponti di Königsberg, tradotto nel linguaggio della teoria dei grafi, chiede se esista un circuito euleriano, ovvero un percorso chiuso che passa attraverso tutti gli spigoli una volta sola.

Un grafo è un oggetto formato da vertici (o nodi) collegati da segmenti detti spigoli. Gli spigoli non sono dotati di lunghezza o di curvatura: l'unico dato utile di ciascuno spigolo è la coppia di vertici che collega. Un grafo può essere descritto in modo pressoché equivalente usando il linguaggio della combinatoria o della topologia.
Il problema dei ponti di Königsberg, considerato storicamente uno dei primi problemi topologici, è un classico problema della teoria dei grafi. Nello stesso ambito, il teorema dei quattro colori è un importante teorema modellizzato e recentemente dimostrato usando i grafi.
In topologia, un grafo è uno spazio topologico relativamente semplice. Il gruppo fondamentale o l'omologia misurano il numero di cicli ("buchi") del grafo. Esiste una nozione di dimensione topologica, secondo la quale i grafi hanno dimensione 1. Oggetti di dimensione superiore che generalizzano i grafi sono i complessi di celle (o simpliciali).

### Calcolo differenziale
Nel calcolo differenziale e integrale viene studiato spesso un insieme aperto {\displaystyle \Omega } di {\displaystyle \mathbb {R} ^{n}}, che può essere ad esempio il dominio di una funzione, di un campo vettoriale o di una forma differenziale. La topologia di {\displaystyle \Omega } fornisce molte informazioni sull'esistenza e proprietà di tali oggetti: ad esempio, se {\displaystyle \Omega } "non ha buchi" allora ogni forma differenziale chiusa è in realtà esatta; la nozione appropriata di "buco" non è però banale in questo contesto, ed è rigorosamente codificata dalla omologia (in questo contesto, dalla coomologia di De Rham).
Il calcolo differenziale è anche usato per studiare altri oggetti, come le superfici in {\displaystyle \mathbb {R} ^{3}}. La topologia di tali superfici fornisce anche qui delle importanti informazioni. Ad esempio, un campo vettoriale tangente mai nullo su una superficie chiusa nello spazio esiste se e solo se si annulla un importante invariante topologico della superficie, la caratteristica di Eulero. In particolare, non esiste un tale campo sulla sfera, mentre esiste sul toro (questo risultato è noto anche come il teorema della sfera pelosa).
In analisi complessa si fa spesso uso di funzioni meromorfe, definite su un aperto {\displaystyle \Omega } ottenuto rimuovendo alcuni punti dal piano complesso {\displaystyle \mathbb {C} }. Lo studio di tali funzioni e di nozioni come residuo, polo, integrale di linea, ecc. sono strettamente connesse alla nozione topologica di gruppo fondamentale di {\displaystyle \Omega }.

### Analisi funzionale

La successione di funzioni mostrata in figura converge, in un opportuno spazio vettoriale topologico, a una particolare "funzione" che vale infinito in zero e zero negli altri punti. Questa "funzione", detta delta di Dirac, non è in realtà una funzione ma un oggetto più generale, chiamato distribuzione.

L'analisi funzionale è la branca dell'analisi che studia gli spazi di funzioni, generalmente con lo scopo di risolvere una equazione differenziale, cioè di trovare una particolare funzione le cui derivate soddisfano delle determinate proprietà.
Lo spazio di funzioni considerato è generalmente uno spazio vettoriale topologico di dimensione infinita. La topologia gioca qui un ruolo importante: sullo stesso spazio di funzioni esistono spesso varie topologie diverse, e la scelta di quella più adatta al problema in esame è un aspetto cruciale della teoria. Alcune topologie sono indotte da una norma completa: in questo caso si ottengono degli spazi di Banach o di Hilbert, come gli spazi Lp o di Sobolev. In altri casi si usa una topologia più debole, ad esempio con le distribuzioni.

### Geometrie non euclidee
Una geometria non euclidea è una geometria che soddisfa i primi 4 postulati di Euclide, ma non il quinto. L'esistenza di tali geometrie è stata mostrata inizialmente nel XIX secolo; successivamente, la stessa nozione di "geometria" è stata ridiscussa numerose volte. Oggi una nozione che descrive efficacemente e in modo molto generale una "geometria" è quella di varietà riemanniana, ovvero un oggetto topologico (una varietà) dotato di opportune strutture ereditate dal calcolo infinitesimale che permettano di definire le nozioni di retta (più precisamente, geodetica), angolo, volume, ecc. In questo contesto, la geometria euclidea è la geometria del piano (e più in generale dello spazio euclideo di dimensione {\displaystyle n}), che può essere caratterizzata come l'unica varietà semplicemente connessa avente curvatura nulla. Altre geometrie fondamentali sono la geometria sferica e la geometria iperbolica, aventi curvatura sezionale costante positiva e negativa.

### Geometria algebrica

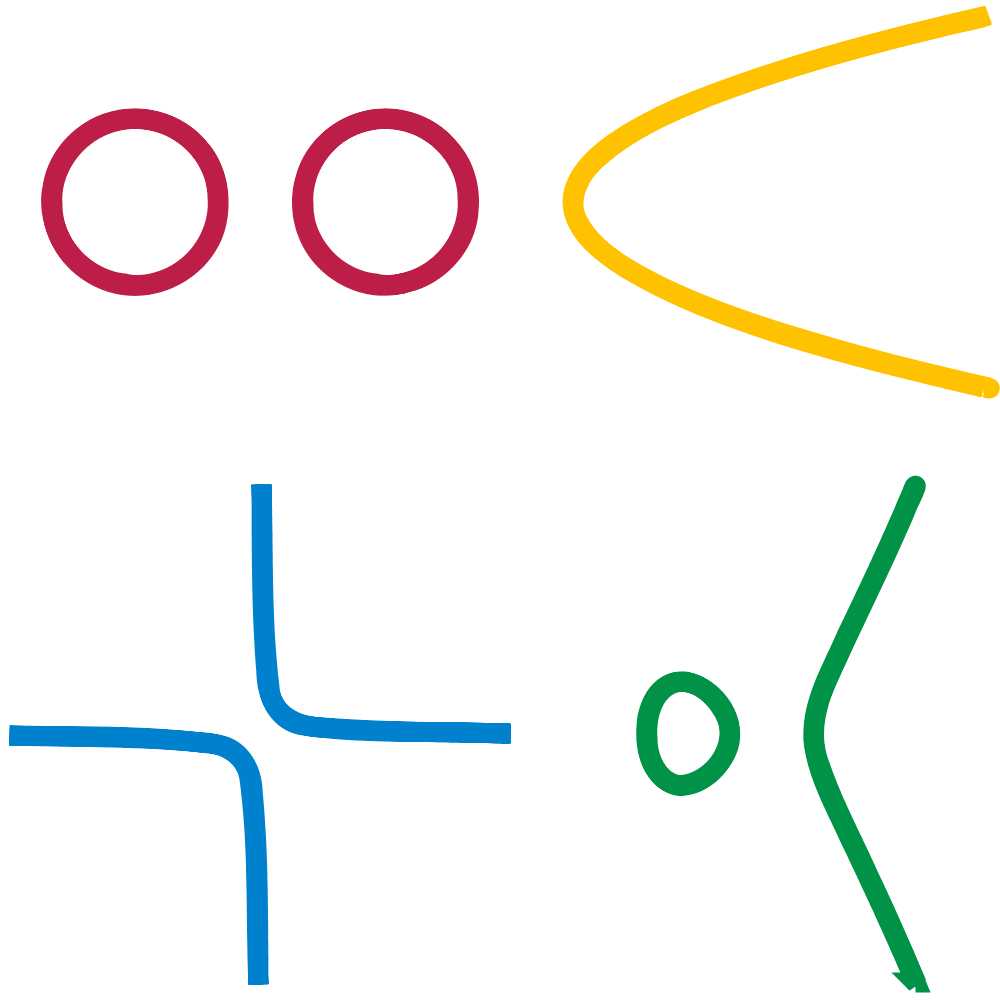
La topologia di Zariski sul piano è diversa da quella usuale. Si dice che è meno fine, perché contiene meno aperti (e quindi anche meno chiusi!). Gli insiemi chiusi di questa topologia sono solo le varietà affini, ovvero gli insiemi che sono zeri di polinomi in due variabili: qui sono mostrati ad esempio due circonferenze, una parabola, un'iperbole, una cubica (definita da un'equazione di terzo grado).

La geometria algebrica è un'importante branca della matematica che unisce l'algebra alla geometria. Oggetto principale di studio sono le varietà algebriche, ovvero i luoghi di punti che sono zeri di alcuni polinomi a coefficienti in un campo {\displaystyle K}, che può essere ad esempio il campo dei numeri reali {\displaystyle \mathbb {R} } o dei numeri complessi {\displaystyle \mathbb {C} }.
In questo contesto è utile definire una topologia particolare, detta topologia di Zariski, in cui gli insiemi chiusi sono forniti proprio dalle varietà algebriche (e gli aperti sono i loro complementari). Questa topologia è molto lontana dall'usuale topologia euclidea: aperti e chiusi sono in quantità minore e conseguentemente lo spazio non è di Hausdorff.
La nozione di varietà algebrica è stata quindi estesa a quella più astratta e intrinseca di schema: anch'esso è un particolare spazio topologico con delle strutture algebriche aggiuntive.

### Relatività generale
La relatività generale di Einstein modellizza l'intero spaziotempo come uno "spazio curvo di dimensione 4". Lo spazio di dimensione 4 è definito topologicamente come una varietà 4-dimensionale; la sua curvatura dipende in ogni punto dalla massa/energia (secondo l'equazione di campo di Einstein) ed è codificata tramite una struttura aggiuntiva abbastanza complessa (il tensore di Riemann) propria della geometria differenziale. L'oggetto risultante è una varietà pseudoriemanniana.

## Strumenti

### Tagliare e incollare
Una delle idee cardine della teoria consiste nel fatto che uno spazio topologico non muta se deformato senza strappi. Strappi e ricuciture possono in effetti variare drasticamente la topologia di uno spazio: queste operazioni di "sartoria" sono comunque utili in molte occasioni, perché permettono di creare nuovi spazi topologici a partire da spazi dati.

Si può ottenere un toro partendo da un quadrato, incollando prima i lati opposti di tipo A e quindi i lati opposti di tipo B (l'ordine in cui vengono incollati non è importante).

Se i lati opposti di tipo A sono incollati con orientazione invertita, la superficie che si ottiene è invece una bottiglia di Klein.

Ad esempio, un oggetto complesso come il toro può essere ottenuto da un oggetto più semplice, il quadrato, incollando i lati opposti come suggerito in figura. Incollando i lati in modo lievemente diverso si ottiene una superficie ben più complessa, la bottiglia di Klein. Molte delle proprietà di questi oggetti complessi possono essere studiate direttamente sul quadrato, tenendo bene a mente le identificazioni (codificate dalle frecce di colore diverso). L'operazione di incollamento è un'operazione molto generale, che permette di costruire uno spazio topologico quoziente a partire da qualsiasi relazione di equivalenza fra punti.

### Compattificazioni

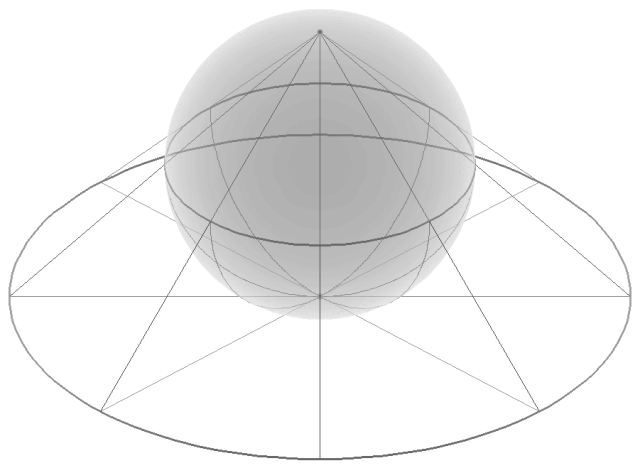
La proiezione stereografica mostra come ottenere una sfera (compatta) da un piano (non compatto) aggiungendo un "punto all'infinito". Questa operazione può essere effettuata su qualsiasi spazio topologico e si chiama compattificazione di Alexandroff.

In molti contesti è utile aggiungere ad uno spazio topologico i suoi "punti all'infinito". Spesso questa operazione trasforma uno spazio non compatto in uno compatto, ed è quindi detta compattificazione.
Una compattificazione può però essere fatta in vari modi diversi. Ad esempio, alla retta reale {\displaystyle \mathbb {R} } si possono aggiungere i due infiniti {\displaystyle +\infty } e {\displaystyle -\infty } ed ottenere la retta estesa {\displaystyle \mathbb {R} \cup \{-\infty ,+\infty \}}. Topologicamente la retta reale è omeomorfa all'intervallo aperto {\displaystyle (-1,1)}, e quindi la retta estesa è omeomorfa all'intervallo chiuso {\displaystyle [-1,1]}. Alternativamente, si può aggiungere a {\displaystyle \mathbb {R} } un infinito solo e ottenere {\displaystyle \mathbb {R} \cup \{\infty \}}, che è omeomorfo alla circonferenza tramite proiezione stereografica.
La compattificazione che aggiunge un punto solo è la compattificazione di Alexandroff. Un'altra compattificazione, che aggiunge generalmente molti più punti, è la compattificazione di Stone-Čech. La proiezione stereografica mostra che la compattificazione di Alexandroff dello spazio euclideo {\displaystyle \mathbb {R} ^{n}} è un'ipersfera {\displaystyle S^{n}=\mathbb {R} ^{n}\cup \{\infty \}}. Un'altra compattificazione molto importante di {\displaystyle \mathbb {R} ^{n}} è lo spazio proiettivo, che aggiunge un punto per ogni "direzione all'infinito".

### Gruppo fondamentale

Il gruppo fondamentale dello spazio ottenuto rimuovendo un punto dal piano è isomorfo a. La curva che fa due giri mostrata in figura corrisponde al valore intero "2".

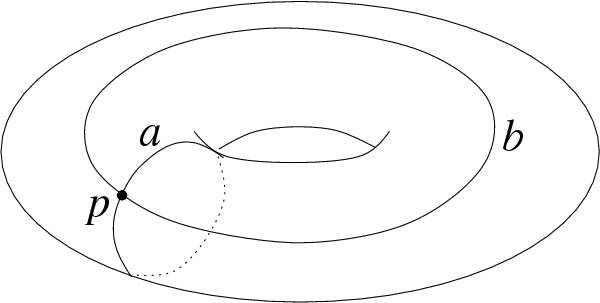
Il gruppo fondamentale di un toro è : i due generatori e, corrispondenti a e, sono mostrati in figura. La scelta del punto base è ininfluente perché il toro è connesso.

Il gruppo fondamentale di uno spazio topologico {\displaystyle X} è un oggetto algebrico (un gruppo) che codifica in modo efficiente i "buchi" presenti in {\displaystyle X}. Tale gruppo è definito fissando un punto di {\displaystyle X} (detto punto base) e considerando tutti i cammini continui che partono dal punto base, si muovono in {\displaystyle X} e quindi tornano nel punto base. Questi cammini sono considerati a meno di spostamenti continui (cioè omotopie) e possono essere concatenati; con questa operazione di concatenamento, i cammini formano effettivamente un gruppo.
Uno spazio connesso avente gruppo fondamentale banale è detto semplicemente connesso. Sono semplicemente connessi {\displaystyle \mathbb {R} ^{n}}, la sfera {\displaystyle S^{n}} con {\displaystyle n>1}, il disco {\displaystyle D^{n}}. In uno spazio semplicemente connesso ogni cammino chiuso può essere strizzato ad un punto (sempre tramite omotopia).
La nozione di gruppo fondamentale, associata a quella di rivestimento, è uno strumento fondamentale in topologia.

### Omologia

La sfera (vuota al suo interno) ha solo un "buco 2-dimensionale". Infatti il gruppo fondamentale (che misura i buchi 1-dimensionali) è banale, ma il secondo gruppo di omologia è.

I gruppi di omologia di uno spazio topologico {\displaystyle X} sono dei gruppi abeliani che similmente al gruppo fondamentale codificano i "buchi" dello spazio topologico {\displaystyle X}. In un certo senso, il gruppo fondamentale fa uso dei cammini, che sono oggetti 1-dimensionali, e quindi codifica solo i "buchi 1-dimensionali". I gruppi di omologia usano anche oggetti di dimensione superiore e quindi codificano i "buchi {\displaystyle n}-dimensionali" per ogni {\displaystyle n=1,2,3,} ecc. Per ciascun {\displaystyle n} è quindi definito un gruppo di omologia {\displaystyle H_{n}}.
Ad esempio, la sfera {\displaystyle S^{n}} ha un "buco {\displaystyle n}-dimensionale" al suo interno. Il gruppo fondamentale si accorge di questo buco soltanto per la circonferenza, cioè per {\displaystyle n=1}: in questo caso il gruppo fondamentale è {\displaystyle \mathbb {Z} }, mentre per ogni {\displaystyle n>1} è banale. L'omologia però si accorge dell'esistenza di questo buco per ogni valore di {\displaystyle n}: infatti {\displaystyle H_{n}(S^{n})} è sempre {\displaystyle \mathbb {Z} }.
Nel caso 1-dimensionale, il gruppo fondamentale è però uno strumento più raffinato (e generalmente più utile) del gruppo di omologia {\displaystyle H_{1}(X)}; in effetti, {\displaystyle H_{1}(X)} è isomorfo alla versione abelianizzata del gruppo fondamentale di {\displaystyle X} (teorema di Hurewicz).

### Omotopia

Un piano tangente al punto di una sfera. La nozione di piano tangente a una superficie è definita solo se questa ha una struttura differenziabile.

Un'omotopia è una deformazione continua fra oggetti, o più generalmente fra funzioni. Applicata ai cammini continui, permette di definire il gruppo fondamentale di uno spazio topologico e di studiarne molte proprietà. Applicata agli spazi topologici, permette di trasformare uno spazio topologico in un altro con più libertà di quanto offerto dalla più rigida nozione di omeomorfismo. Ad esempio, permette di "contrarre" alcune parti dello spazio topologico trasformandole (con continuità!) ad un punto. Ad esempio, un disco, un segmento e un punto sono tutti omotopicamente equivalenti, anche se non sono omeomorfi.
Le relazioni fra le due nozioni di omotopia e omeomorfismo sono spesso non banali. Ad esempio, la congettura di Poincaré, formulata nel 1904 e dimostrata solo nel 2003, asserisce che una varietà topologica di dimensione 3, omotopicamente equivalente all'ipersfera {\displaystyle S^{3}}, è in realtà omeomorfa a questa.

#### Omotopia e logica classica
L'introduzione del libro Homotopy Type Theory: Univalent Foundations of Mathematics, per la prima volta pubblicato nel 2013, afferma che introducendo l'assioma della scelta e dell'assioma del terzo escluso nella teoria dei tipi omotopici, è possibile costruire un continuo degli n-tipi possibili {\displaystyle {-1}<n<{+\infty }}, del quale la logica classica e la logica costruttivista sono rispettivamente l'estremo inferiore e superiore (p. 9).
Esiste una tabella di equivalenza fra i tipi e gli operatori definibili nelle teorie logica, topologica, omotopici (p. 11). Vale quanto segue:
- in numerosi sistemi è vantaggioso applicare un sottoinsieme di tipi per cui valgono gli assiomi della scelta e del terzo escluso, lasciando i restanti nel campo della generale logica costruttivista;
- la teoria del tipi omotopici fornisce solidi motivi per limitare l'uso dei principi della logica classica ai soli casi effettivamente necessari[10].

### Struttura differenziabile
Nella moltitudine di spazi topologici esistenti, le varietà giocano un ruolo centrale. Una varietà di dimensione {\displaystyle n} è un oggetto in cui ogni punto ha un intorno aperto omeomorfo a {\displaystyle \mathbb {R} ^{n}}. Esempi classici sono le superfici in {\displaystyle \mathbb {R} ^{3}}, come la sfera o il toro. In queste superfici, un piccolo intorno di un punto è come un disco bidimensionale, però leggermente incurvato.
La nozione di curvatura non è però una nozione topologica. Per poter dare un senso a domande del tipo "quanto è curva la superficie?", "esiste un campo vettoriale tangente?", "cosa è la derivata (più precisamente, il differenziale) di una funzione fra due varietà?" è necessario attrezzare le varietà topologiche di alcune strutture aggiuntive, che fanno uso del calcolo infinitesimale. Senza queste strutture aggiuntive queste domande non hanno senso.
Una varietà dotata di una struttura aggiuntiva di questo tipo è una varietà differenziabile. In una varietà differenziabile sono definite le nozioni di vettore tangente, di funzione differenziabile, ecc. Per definire una nozione di curvatura è però necessaria un'ulteriore (e ben più complicata) struttura, quella di varietà riemanniana.

## Teoremi

### Sulla compattezza

#### Teorema di Heine-Borel
Un sottoinsieme di {\displaystyle \mathbb {R} ^{n}} è compatto se e solo se è chiuso e limitato. Sono quindi compatti i poligoni, i poliedri, una ellisse, un ellissoide. Non sono compatti rette, piani e gli altri sottospazi affini (perché non limitati), né una palla aperta (perché non chiusa). Il teorema non si estende però a spazi vettoriali topologici arbitrari di dimensione infinita, come gli spazi Lp.

#### Teorema di Weierstrass

Una funzione reale continua definita sull'intervallo chiuso ha sempre un punto di massimo e uno di minimo. Questo teorema può essere esteso ad ogni funzione continua fra spazi topologici nel modo seguente: l'immagine di un compatto è sempre compatta.

Il teorema di Weierstrass è un risultato classico di analisi matematica che ha una naturale generalizzazione in topologia. Il teorema asserisce che ogni funzione continua 
{\displaystyle f\colon [a,b]\to \mathbb {R} }
ammette un massimo ed un minimo. Da un punto di vista topologico, questo è conseguenza di un fatto più generale: per ogni funzione continua
{\displaystyle f\colon X\to Y}
fra spazi topologici, se il dominio {\displaystyle X} è compatto allora anche l'immagine {\displaystyle f(X)} è compatta. Informalmente, una funzione continua manda compatti in compatti.
Nel caso in cui il codominio {\displaystyle Y} sia {\displaystyle \mathbb {R} }, l'immagine {\displaystyle f(X)} è un compatto in {\displaystyle \mathbb {R} }, e per il teorema di Heine-Borel è un chiuso e limitato. L'insieme {\displaystyle f(X)} ha quindi un massimo e un minimo. Quindi una funzione continua a valori reali definita su un qualsiasi spazio compatto ha sempre punti di massimo e minimo.

#### Teorema di Tychonoff
Il teorema di Tychonoff assicura che il prodotto di due o più spazi topologici compatti è compatto. Ad esempio, il prodotto di due circonferenze {\displaystyle S^{1}\times S^{1}} è compatto (si tratta in realtà di un toro). Il teorema di Tychonoff è valido per un prodotto avente una quantità arbitraria (anche infinita) di fattori.

### Sulle funzioni continue

#### Teorema del punto fisso di Brouwer

Una conseguenza del teorema del punto fisso di Brouwer: non è possibile estendere questo campo vettoriale all'interno del disco senza produrre una singolarità, ovvero un punto in cui il vettore è nullo.

Un teorema di punto fisso è un teorema che garantisce che una data funzione {\displaystyle f:X\to X} abbia un punto fisso, ovvero un {\displaystyle x} tale che {\displaystyle f(x)=x}. Interpretando {\displaystyle f} come funzione che sposta i punti, un punto fisso è un punto che non si muove. I teoremi di punto fisso sono utili in molte aree della matematica, ad esempio in analisi possono essere utili per dimostrare l'esistenza di una soluzione di una particolare equazione differenziale.
Il teorema del punto fisso di Brouwer asserisce che se {\displaystyle X} è una palla chiusa di dimensione arbitraria {\displaystyle n} e {\displaystyle f} è continua, allora un punto fisso esiste sempre. Il teorema è intrinsecamente topologico e resta quindi valido per ogni spazio {\displaystyle X} omeomorfo a una palla chiusa, quale un quadrato, un poliedro convesso, ecc. Il teorema può essere dimostrato con l'omologia.
Due teoremi correlati sono il teorema di Borsuk-Ulam e il teorema del panino al prosciutto.

### Sugli assiomi di separazione
Gli assiomi di separazione T0, T1, T2, ... sono degli assiomi aggiuntivi che garantiscono una maggiore "regolarità" allo spazio topologico in esame. Ciascun assioma è un raffinamento del precedente. Ci sono in topologia vari teoremi molto generali, che hanno però bisogno che alcuni di questi assiomi siano soddisfatti.

#### Lemma di Urysohn
Se lo spazio topologico {\displaystyle X} in esame è T4, gli insiemi chiusi possono essere "separati" tramite una funzione continua a valori in un intervallo reale. Cioè, per ogni coppia di chiusi {\displaystyle A,B} disgiunti esiste una funzione continua 
{\displaystyle f\colon X\to \mathbb {R} }
che valga 1 su {\displaystyle A} e 0 su {\displaystyle B}. Il lemma di Urysohn è considerato spesso il primo risultato non banale in topologia. Può essere usato (se sono validi anche gli assiomi di numerabilità) per dare a {\displaystyle X} una struttura di spazio metrico.

#### Teorema di estensione di Tietze
Se lo spazio topologico {\displaystyle X} è T4, ogni funzione continua a valori reali definita su un sottoinsieme chiuso può essere estesa ad una funzione continua su {\displaystyle X}. Questo teorema è conseguenza del lemma di Urysohn.

### Sugli spazi metrici

#### Teorema delle categorie di Baire
Uno spazio metrico completo è sempre uno spazio di Baire. Questo risultato implica in particolare che {\displaystyle \mathbb {R} } non può essere unione numerabile di chiusi con parte interna vuota (ma {\displaystyle \mathbb {Q} } sì).

## Settori

### Topologia generale
La topologia generale è il settore di base. Si occupa degli spazi topologici e delle loro proprietà generali ed è il più vicino alla teoria degli insiemi. Si interessa quindi in particolare delle nozioni di intorno, parte interna, chiusura, compattezza, connessione, successioni, reti, spazi metrici, funzioni continue, assiomi di separazione e di numerabilità.

### Topologia algebrica
La topologia algebrica applica gli strumenti dell'algebra alla topologia. La nozione fondamentale è quella di invariante topologico, un oggetto algebrico che caratterizza alcune proprietà dello spazio topologico in esame. Fra gli invarianti più usati ci sono il gruppo fondamentale (e i più generali gruppi di omotopia) e l'omologia. La topologia algebrica studia più in generale la nozione di omotopia e vari concetti correlati quali il grado topologico.

### Topologia differenziale
La topologia differenziale si occupa essenzialmente di varietà differenziabili e applica gli strumenti del calcolo infinitesimale al loro studio. Con questi strumenti si definiscono e studiano campi vettoriali, spazio tangente, fibrati vettoriali, forme differenziali e i più generali tensori.

### Topologia in dimensione bassa
La topologia in dimensione bassa è un settore più recente, esploso alla fine degli anni settanta. Gli oggetti studiati sono le varietà di dimensione bassa, ovvero 1,2,3,4. Una branca importante è la teoria dei nodi.